# Иван Рабузин
Иван Рабузин (на хърватски: Ivan Rabuzin) е хърватски художник наивист. Смятан е за един от най-великите представители на жанра на всички времена – според френския изкуствовед Анатол Яковски „на всички времена и страни“.
Бащата на Рабузин е миньор, а Иван е шестото от единадесетте му деца. Дълги години работи като дърводелец и започва да рисува едва през 1956 г., когато е на тридесет и пет години. Няма художествено образование, но първата му самостоятелна изложба през 1960 г. е много успешна и поставя началото на професионалната му кариера на художник. Неговата изложба през 1963 г. в Galerie Mona Lisa в Париж бележи началото на възхода на международното му признание.
Изкуството на Рабузин се характеризира с плътни геометрични елементи, изобразяващи растителност и облаци, които образуват богати, подобни на арабески структури, боядисани в нежни пастелни цветове. Мотиви, характерни за творчеството му, са описвани като „идеалистична реконструкция на света“. През 70-те години на миналия век проявява интерес и към индустриалния дизайн като декорира серия от 500 броя луксозни сервиза Suomi от Тимо Сарпанева за Studio Linie на германския производител на порцелан Rosenthal.
Рабузин развива и политическа кариера. Той става член на Хърватския демократичен съюз, а от 1993 до 1999 г. е депутат в хърватския парламент (във второто и третото събрание).
Спира да рисува през 2002 г. поради заболяване. Умира на 18 декември 2008 г. в болница във Вараждин, Хърватия.
Негови картини са част от фонда на Хърватския музей на наивното изкуство в Загреб и изложени в галерията му на ул. „Св. Кирил и Методий“ № 3.

## Външни препракти
- Rabuzin Fine Art - Rabuzin silkscreens and information source on the artist's life and Work Архив на оригинала от 2022-05-24 в Wayback Machine.
- Ivan Rabuzin Gallery - Artist's homepage
- Rabuzin oil paintings, Rabuzin serigraphs, Rabuzin prints
- Raw Vision
- Artnet.com
- Galerie St. Etienne
- Hrvatski muzej naivne umjetnosti

|  | Тази страница частично или изцяло представлява превод на страницата Ivan Rabuzin в Уикипедия на английски. Оригиналният текст, както и този превод, са защитени от Лиценза „Криейтив Комънс – Признание – Споделяне на споделеното“, а за съдържание, създадено преди юни 2009 година – от Лиценза за свободна документация на ГНУ. Прегледайте историята на редакциите на оригиналната страница, както и на преводната страница, за да видите списъка на съавторите. ВАЖНО: Този шаблон се отнася единствено до авторските права върху съдържанието на статията. Добавянето му не отменя изискването да се посочват конкретни източници на твърденията, които да бъдат благонадеждни. |